# Hipofosfatemia
Hipofosfatemia é o nível baixo de fósforo no plasma sanguíneo, ou seja, abaixo de 2,3 mg/dL.

## Causas
Os três principais mecanismos que causam hipofosfatemia são: redistribuição do fósforo extracelular para o espaço intracelular, redução na absorção intestinal de fosfato e aumento da excreção renal de fosfato.
- Redistribuição
  - Alcalose respiratória
  - Abstinência alcoólica
  - Queimaduras extensas
  - Síndrome da realimentação
  - Síndrome da fome óssea
  - Tratamento da cetoacidose diabética
- Redução na absorção intestinal de fosfato
  - Abuso de antiácidos
  - diarreia crônica
  - Jejum ou anorexia
  - Alcoolismo
  - Uso de quelantes de fosforo
  - Deficiência de vitamina D
- Aumento da excreção renal de fosfato
  - Hiperparatireoidismo
  - Após transplante renal
  - Diurese osmótica
  - Síndrome de Fanconi
  - Glicosúria (após tratamento da cetoacidose diabética)
  - Diurese pós-obstrutiva
  - Acetazolamida
  - Osteomalácia oncogênica
  - Raquitismo hipofosfatêmico familial ligado ao X
  - Raquitismo hipofosfatêmico autossômico dominante
  - Expansão volêmica

## Sintomas
Os sintomas geralmente aparecem quando o fósforo plasmático encontra-se abaixo de 1 mg/dL, cursando com os seguintes achados clínicos:
- Hemólise
- Alteração da função de plaquetas e leucócitos
- Encefalopatia metabólica
- Confusão mental
- Coma
- Convulsões
- Polineuropatia
- Rabdomiólise
- Disfunção do músculo diafragma com insuficiência respiratória
- Raquitismo na criança
- Osteomalácia no adulto
- Insuficiência cardíaca

## Tratamento
O tratamento adequado inclui estabelecer a causa da hipofosfatemia, eliminando, se possível, a causa básica do problema; além de ser feita a reposição adequada de fósforo. Os níveis de fósforo no plasma não refletem bem os estoques corporais dessa substância, portanto não se pode dizer exatamente a quantidade de fósforo necessária para corrigir a deficiência de fósforo com base nos seus níveis plasmáticos. Sabe-se que quanto menor a quantidade de fósforo no sangue, maior a quantidade a ser reposta, e que, em situações de desnutrição crônica (por exemplo: anorexia, alcoolismo), a reposição de fósforo dever ser mais prolongada, ao passo que em hipofosfatemia por outras causas (por exemplo: ingestão de antiácidos, acetazolamida), a correção do problema de base pode ser suficiente para normalizar os níveis de fósforo.
Pacientes com hipofosfatemia leve a moderada (fósforo plasmático entre 1mg/dL e 2,5 mg/dL) e assintomáticos, podem receber reposição de fósforo por via oral na dose total de 2,5 to 3,5 g (80 a 110 mmol) por dia, divididas em duas a três dosagens. O fósforo administrado por via oral pode causar diarreia, por isso, uma alternativa é estimular o consumo de alimentos ricos em fósforo como leite e derivados, lembrando que a administração concomitante de vitamina D irá aumentar a absorção intestina de fósforo.
A reposição de fósforo por via endovenosa, com fosfato de potássio ou fosfato de sódio, está indicada para os pacientes com hipofosfatemia sintomática; naqueles com hipofosfatemia severa (fósforo plasmático menor que 1mg/dL), mesmo na ausência de sintomas e em pacientes com hipofosfatemia moderada mas em ventilação mecânica. A dose de fósforo reposto varia de acordo com o nível plasmático do mesmo, segundo o seguitne esquema:
| Fósforo plasmático  | Reposição               | Tempo       |
| ------------------- | ----------------------- | ----------- |
| 2,1 a 2,5 mg/dL     | 0,16 mmol/kg (5 mg/kg)  | 4 a 6 horas |
| 1,5 a 2,0 mg/dL     | 0,32 mmol/kg (10 mg/kg) | 4 a 6 horas |
| menor que 1,5 mg/dL | 0,64 mmol/kg (20 mg/kg) | 6 a 8 horas |

Em pacientes recebendo nutrição parenteral, 10 a 25 mmol (312 a 781 mg) de fosfato de potássio devem ser acrescentados para cada 1000 kcal, tomando cuidado para evitar hiperfosfatemia.
Atualmente considera-se segura uma dose de fosfato de até 45 mmol/dia (1,4 g/dia) e uma velocidade de infusão de 20 mmol/hora (625 mg/hora).
A via endovenosa não é isenta de riscos, sendo as principais complicações a hiperfosfatemia, a precipitação do fósforo quando administrado juntamente com preparações contendo cálcio, hipomagnesemia, hipocalcemia e hipotensão. A hiperpotassemia pode ser prevenida usando fosfato de sódio ao invés de fosfato de potássio, para os pacientes com potássio plasmático maior que 4 mg/dL.